# Британска национална партија
Британска национална партија (енгл. British National Party, BNP) је националистичка и ултра-десничарска странка у Британији. Њен председник је Ник Грифин.

## Историјат
Британска национална партија (у даљем тексту БНП) званично је основао 1982. године бивши члан Британског народног фронта Џон Тандал.
БНП вуче корене од Британског савеза фашиста, чији је оснивач и лидер био Освалд Мозли. Након Другог светког рата тај савез се гаси, али се формира покрет Национални фронт који ће касније прерасти у БНП. На првим изборима на којима је учествовала 1983. године, БНП је освојила 14.621 глас, темељећи своју кампању на антицрначким ставовима. Тих година почињу да настају разне скинхед групације, а БНП их својим ставовима приближила себи. Ричард Едомнс, један од лидера БНП, је 1988. године негирао постојање геноцида и холокауста, називајући то измишљотинама.
Током 1990-их БНП је имала финансијске проблеме, али је успела 1992. године у лондонском насељу Милвард Валду да освоји 20% гласова са својим кандидатом Дереком Бекчоном. Своју кампању Бекчон је посветио борби против емиграната, оптуживајући их да краду посао Британцима. Тада антифашистичка акција (АНТИФА) организује протест због победе БНП на којем је присуствовало око 15 хиљада људи и дошло је до сукоба две супротстављене стране. Полиција је ухапсила 31 особу, а 19 полицајаца је било повређено.
Европски парламент је 1991. године прогласио је БНП расистичком и ксенофобичном странком, а Ричард Едмонс функционер БНП је 1993. године године изјавио: да ми смо 100% расисти!. Џон Тандал је више пута понављао своје дивљење према Освалду Мозлију, називајући га британским месијом. Током 1995. године у БНП се учлањује Ник Грифин.

## Нови лидер Ник Грифин
На Конгресу БНП 1999. године на унутарпартијским изборима Џон Тандал се повлачи са места председника странке и функционери БНП бирају Ника Грифина за новог шефа. У свом обраћању пред делегатима Конгреса, Грифин је изјавио да жели да модернизује странку и приближи је британском народу.
Доласком Грифина на чело странке, БНП покушава да се повеже са странкама себи сличним у Европи и да ублажи своју екстремну политику коју је водила под вођством Тандала.

## Контроверзе и активности
БНП у своје чланство не прима црнце и људе који нису рођени у Британији. БНП је веома нетрпељива према Муслиманима, црнцима и Арапима. Марк Колет, члан БНП, сматра да је мржња према исламу рационална и неспорна.
БНП је изразито против хомосексуалаца.
Током 2005. године кандидат БНП за градоначелника Баркинга био је Ричард Барнброк. Медији су објавили студентски геј филм из 1989. године у којем је суделовао и Барнброк. Многи су мислили да је странка престала да испољава хомофобичне ставове, али БНП је саопштила да то није педерски филм већ део уметничког стваралаштва. Ричард Барнброк је касније постао лидер БНП у Лондону и члан градског већа када је БНП освојила 2008. године 5,3% гласова.
Марк Колет члан БНП назива хомосексуалце АИДС мајмунима, пијаним и дрогираним бандитима, буљашима, и сматра да је хомосексуалност одвратна на саму помисао.
Др Франк Елис, председник стучног савета БНП, сматра да се нације и расе разликују по свему: боји, изгледу, интелигенцији...
Оснивачи неонацистичке организације Комбат 18 били су бивши чланови БНП, организација Крв и част подржава БНП.
Грејт Вајт Рекордс (енгл. Great White Records) је музичка продукцијска кућа у власништву чланова БНП и у њој се искључиво снимају народне и етно песме са британског подручја.
Синдикат солидарности британских радника има наклоњеност БНП.
БНП има свој страначки часопис Идентитет, али и има утицај на дневне новине Глас слободе',' чији је власник члан БНП. Једно време новине су биле забрањене у Британији, па их је БНП штампао у Словачкој.
Плакати са натписом Муслимани марш одавде! који су активисти БНП излепили по Манчестеру 2002. године локалне власти су одмах уништиле. Скот Меклејн, функционер БНП, је током те кампање ухваћен од стране папараца како са нацистичким поздравом подигнутом руком салутира.
Чланови БНП током кампање за изборе 2002. године носили су мајице са натписом Воли Британце, или одјеби! (енгл. Love Britain or Fuck Off).
Током 2008. године чланови БНП су скупљали хуманитарну помоћ за Србе на Косову и Метохији и тражили од британске власти да поништи одлуку о признању независности.
БНП има посланике у Енглеској, Велсу и Шкотској, док у око 60% општина има представнике у локалним парламентима.
На локалним изборима у Бурнлеју 2002. године, БНП је освојила 20% гласова. БНП је штампала и погрдан стрип о исламском пророку Мухамеду, називајући га убицом. На свеобухавтним локалним изборима 2005. године БНП је у просеку имала до 7% гласова у већини општина у Британији.
БНП сарађује са Националним фронтом Француске, Национал демократама Шведске, италијанском Новом снагом и Национал-демократском партијом Немачке.
На изборима на европски парламент 2009. године БНП је освојила 6,26% гласова.
Странка је организована у 12 региона и има одборе у сваком граду и општини.

## Прогон БНП од стране британског државе
Током 2008. године у јавност је процурео списак чланова БНП и по евиденцији та странка је имала близу 12 хиљада чланова, међу којима су и многе познате личности, попут ди-џеја Рода Лукаса, балерине Симон Кларк и неколико рок музичара.

## Истакнути чланови
- Ник Грифин — председник
- Симон Дарби — секретар
- Кени Смит — шеф администрације
- Џон Валкер — благајник
- Џон Бен — уредник часописа Идентитет
- Мартин Вингфилд — уредник часописа Глас слободе
- Марк Колет — вођа пропагандног сектора
- Дени Лајк — вођа омладинске организације
- Ричард Барнброк — председник лондонског БНП
- Франк Елис — председник стручног савета
- Ендру Бронс — посланик у европском парламенту
- Џим Довсон